# 通詞島
通詞島（つうじしま）は熊本県天草市にある島である。

## 概要
天草下島の北端にある島であり、昔は早崎瀬戸を手漕ぎの渡し舟が行き来をする長閑な島だった。
昭和50年に通詞大橋が開通したことで便利になり、車で島を訪れる人も増えたが、天草灘の美しい景色と長閑さは昔のまま保たれている。
「中世に南蛮貿易の通詞（通訳）が住んでいた」、「遠く外国まで漁に出かけたことで、外国語をマスターした漁師が住んでいた」等が島名の由来として語られる。
島の沿岸部や周辺には多様な海草と海藻の藻場が見られるなど海洋生物にとって重要な生息環境を形成している。

## 交通
- 【車】熊本市から２時間30分／天草空港から15分[1]
- 【産交バス】本渡バスセンター→通詞島行で終点下車（38分）
  - または富岡行で通詞バス停下車後、バス停から通詞大橋を渡って徒歩10分という手段もある。
- 【船】島原・口之津港→鬼池港（島鉄フェリー）→二江まで約6km

## 関連画像

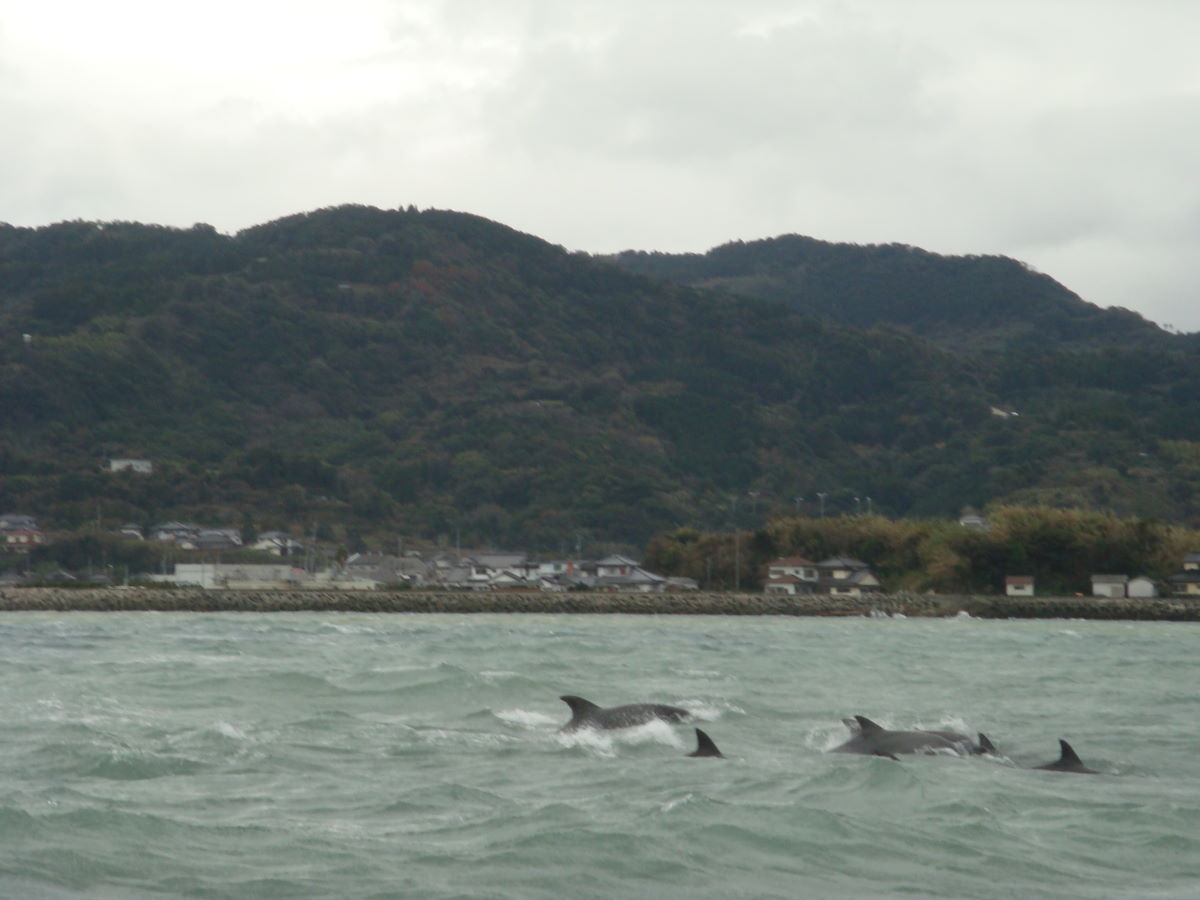
通詞島周辺でのイルカウォッチング（ミナミハンドウイルカ）
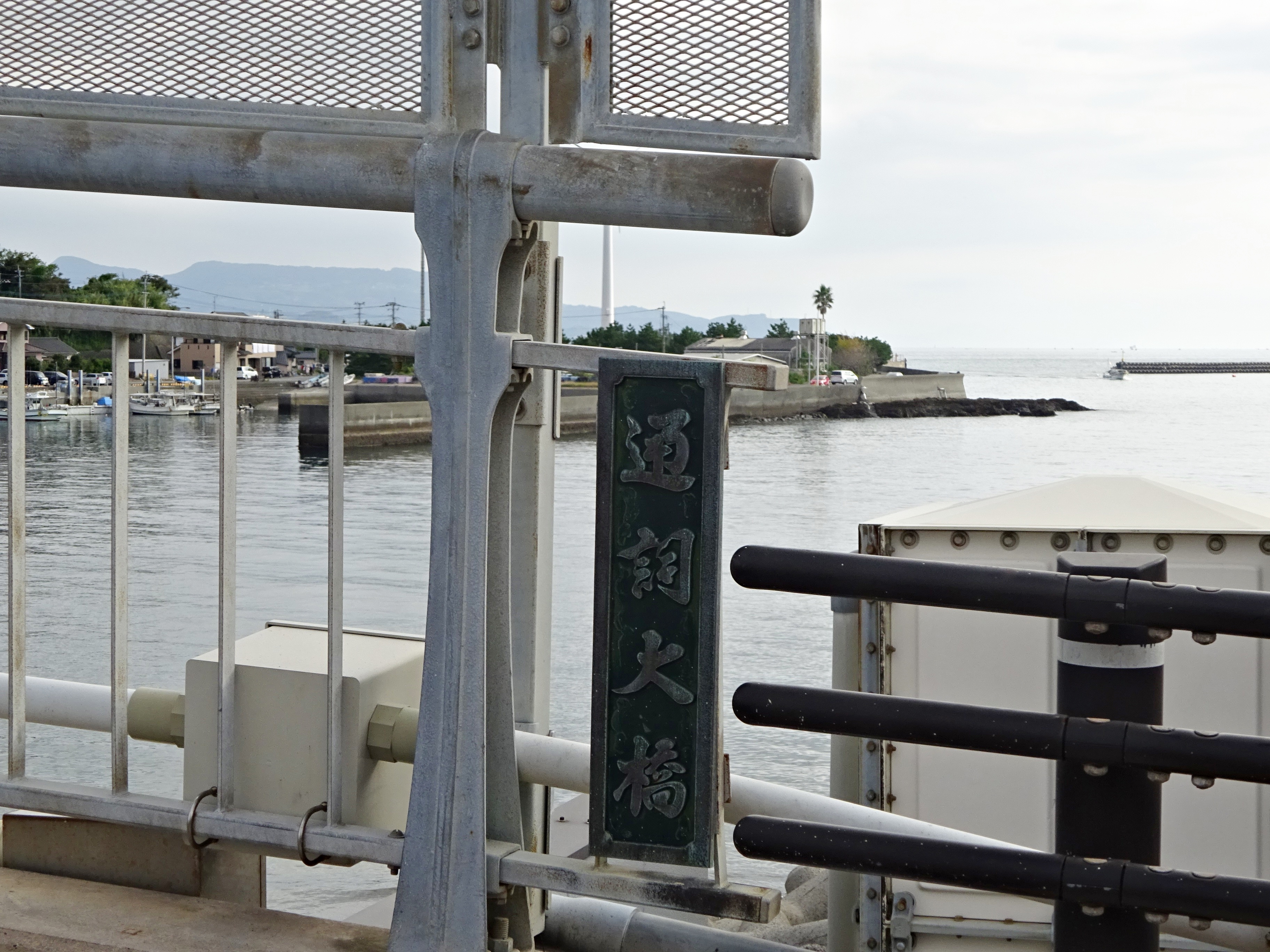
通詞大橋